# Personaggi di Looney Tunes e Merrie Melodies
Elenco dei personaggi comparsi nelle serie di cortometraggi d'animazione della Warner Bros. Looney Tunes e Merrie Melodies.

## Personaggi principali

### Bugs Bunny
Bugs Bunny, il protagonista dei Looney Tunes, è un furbo coniglio grigio che vive solitamente nelle buche e nelle gallerie dei boschi. La sua frase più celebre è "Che succede, amico?" ("What's Up, Doc?"), che dice spesso mentre mangia una carota. I suoi antagonisti sono solitamente Taddeo, un cacciatore che vuole ucciderlo a tutti i costi, e Yosemite Sam, un pistolero che detesta i conigli.

### Daffy Duck
Daffy Duck è un papero nero egoista, vanitoso e con intenzioni subdole. Fa la sua comparsa in numerosi cartoni, specialmente insieme a Bugs Bunny, Porky Pig o Speedy Gonzales nel ruolo di antagonista o antieroe. La cosa a cui tiene di più sono i soldi. Nonostante i continui maltrattamenti e guai in cui si caccia, non si arrende mai. Nei primi corti in cui è apparso era svitato, folle e dispettoso e la sua vittima preferita era Porky Pig, il quale tende ancora oggi ad approfittarsi di lui a causa della sua ingenuità. Il suo alter ego è Duck Dodgers, un eroe dello spazio protagonista di cortometraggi e di una serie omonima.

### Porky Pig
Porky Pig, il primo del cast principale ad essere stato introdotto, è un maiale ingenuo e balbuziente, vittima prediletta di Daffy Duck nei primi cortometraggi (che ancora oggi lo sfrutta il più delle volte). Appare quasi sempre con Daffy o con la sua ragazza Petunia Pig. Indossa solitamente una giacca blu e un papillon rosso. Si presenta anche come devoto cadetto spaziale di Duck Dodgers.

### Taddeo
Taddeo (Elmer Fudd) è il maldestro cacciatore che non riesce mai a catturare il coniglio Bugs Bunny e il papero Daffy Duck. È raffigurato come un omino pelato piuttosto ingenuo e fifone, con una forte erre moscia. La sua arma tipica è una doppietta.

### Willy il Coyote e Beep Beep
Willy il Coyote (Wile E. Coyote) è uno sfortunato canide che cerca invano di acciuffare l'uccello corridore della strada Beep Beep nelle gole del Gran Canyon, molte volte finendo a sua volta vittima delle sue stesse trappole create per catturare il pennuto. Nonostante il suo ingegno e la sua perseveranza, nessuno riesce a batterlo in sfortuna e finisce per mettersi sempre in situazioni dolorose o pericolose. Appare anche in qualche cartone con Bugs Bunny e sono anche le uniche volte in cui parla, definendosi sempre in tali comparse come un "super genio".
Beep Beep (Road Runner) è l'altro protagonista, insieme a Willy il Coyote, di una serie di cortometraggi ambientati nel deserto. Dall'aria felice e spensierata, è un Geococcyx, ovvero un uccello corridore della strada che tra gli altri nomi viene appunto chiamato Roadrunner. Grazie alla sua formidabile velocità e alla sua astuzia riesce sempre a scappare dalle grinfie del coyote o a ritorcergli contro le trappole. In alcuni episodi a fumetti, ha persino una moglie di nome Matilda e tre figli e, come nel caso del suo nemico predatore, sono anche le uniche occasioni in cui lo si vede parlare.

### Titti
Titti (Tweety) è un canarino giallo dalle lunghe ciglia, vittima prediletta di Gatto Silvestro, dal quale però riesce sempre a sfuggire. In molti episodi i due animali vivono nella casa della Nonna. Titti è solitamente pacifico, ma è anche un astuto stratega, mentre in diverse occasioni si dimostra addirittura spietato e vendicativo. È protagonista dei film direct-to-video Titti turista tuttofare e Re Titti.

### Silvestro
Silvestro (Sylvester) è un gatto di razza tuxedo dal grosso naso rosso, il cui obiettivo è quello di mangiare il canarino Titti senza mai riuscirci. Nonostante la sua determinazione, è anche goffo e sfortunato. In alcuni corti, è alle prese con il topo Speedy Gonzales, che Silvestro stesso non riesce mai a battere in velocità e astuzia. In altri invece ha un figlio, Silvestrino e viene spesso malmenato da Hippety Hopper, un cucciolo di canguro che scambia per un topo gigante.

### Nonna
La Nonna (Granny) è una vecchietta, in molti cortometraggi proprietaria di Titti, Silvestro ed Ettore. Sebbene alle volte possa sembrare smemorata e ingenua, in realtà è molto astuta e perspicace, ed è sempre pronta a difendere Titti quando Silvestro cerca di acchiapparlo ed a punire il gatto a colpi di scopa o d'ombrello. Nella serie Baby Looney Tunes, si presenta invece come la custode delle versioni bambine degli altri personaggi Looney Tunes. Il suo vero nome è Emma Webster.

### Yosemite Sam
Yosemite Sam è un omino irascibile, scontroso e prepotente, dai lunghissimi baffi rossi e quasi sempre armato di una coppia di pistole, nemico di Bugs Bunny. Nel corso del tempo, ha assunto un'ampia varietà di ruoli (bandito, pirata, ecc), primariamente però indossa un completo da cowboy.

### Taz
Taz è un aggressivo diavolo della Tasmania caratterizzato da un appetito insaziabile, una bocca che si estende a dismisura e un semplificato modo di parlare con strani e minacciosi versi, ed è conosciuto soprattutto per la sua capacità di roteare su sé stesso come un tornado. È apparso in soli cinque cortometraggi, diventando però protagonista della serie Tazmania e del film direct-to-video Taz: Alla ricerca dell'hamburger.

### Marvin il Marziano
Marvin il Marziano è un alieno con elmetto e scarpe da ginnastica proveniente da Marte, che cerca più volte di distruggere la Terra dato che gli blocca la vista di Venere, ma viene sempre fermato da Bugs Bunny. Molto intelligente e arguto, lo si vede spesso insieme al suo fedele cane domestico K-9 e ai suoi cosiddetti "marziani istantanei" (ovvero dei grossi uccelli verdi antropomorfi che prendono forma da dei particolari baccelli dopo essere stati bagnati). Appare anche come antagonista di Duck Dodgers.

### Pepé Le Pew
Pepé Le Pew è una moffetta maschio dal forte accento francese e con un atteggiamento molto romantico e sentimentale, ma al tempo stesso si comporta da stalker, infatti il suo più grande desiderio è quello di riuscire a trovare la sua anima gemella. Nelle varie apparizioni, fa spesso la corte in maniera opprimente alla gatta Penelope Pussycat, che lui stesso scambia per una femmina di moffetta a causa di una striscia bianca che per qualche ragione le si è formata sulla pelliccia, ma viene respinto da quest'ultima il più delle volte anche a causa della forte puzza che emana dalla sua coda.

### Foghorn Leghorn
Foghorn Leghorn è un gallo bianco antropomorfo molto chiacchierone e impiccione che dirige il pollaio di una fattoria e ha l'abitudine di ripetere più volte ciò che ha appena proferito. Spesso si trova in contrasto con un cane basset hound di nome George, con il quale bisticcia di continuo, mentre altre volte si ritrova a dover fare i conti con un tenace falchetto di nome Henery che cerca sempre di catturarlo per mangiarselo. Ha una personalità roboante e un po' rozza, e spesso si immagina come una figura di mentore per i personaggi più piccoli e più giovani che incontra, impartendo loro delle "lezioni di vita" non richieste che spesso lo portano ad essere deriso o colpito dalle conseguenze delle sue stesse azioni.

### Speedy Gonzales
Speedy Gonzales è un topo che vive insieme ai suoi numerosi parenti in Messico. È astuto e dotato di una velocità eccezionale, infatti è considerato da tutti il topo più veloce di tutto il Messico, abilità che spesso sfrutta per riuscire a sistemare i problemi che affliggono la sua gente e per sfuggire ai nemici, tra cui Silvestro, che cerca a volte di dargli la caccia, ma invano, e Daffy Duck. Indossa un sombrero, una camicia bianca e dei pantaloni d'egual colore, parla con il tipico accento messicano e ha un debole per le belle ragazze.

## Personaggi secondari

### Angus MacRory
Angus MacRory è un omino scozzese che appare nel cortometraggio Tradizioni scozzesi, dove si scontra con Bugs Bunny. Appare inoltre in un episodio de I Misteri di Silvestro e Titti, dove si scopre essere il cugino della Nonna.

### Beaky Buzzard
Beaky Buzzard (chiamato Killer nelle prime apparizioni) è un avvoltoio collorosso con un piumaggio nero e bianco e un grande becco giallo o arancione. Beaky Buzzard ha sempre stampato, sul suo volto eternamente assonnato, un sorriso sornione e beffardo. È sempre alla ricerca di prede e ottiene regolarmente scarsi risultati.

### Beans
Beans chiamato anche Fagiolino, fu ideato da Leon Schlesinger e apparse per la prima volta nel cortometraggio Piccoli artisti (I Haven't Got a Hat) uscito il 2 marzo 1935.

### Blacque Jacque Shellacque
Blacque Jacque Shellacque è un furfante di bassa statura proveniente dal Canada francese. Ha i baffi neri e parla con un tipico accento del luogo, per aspetto fisico e personalità risulta molto simile a Yosemite Sam (in The Looney Tunes Show i due sono cugini).

### Bruttone Gorilla
Bruttone Gorilla (Gruesome Gorilla) è un manesco e irascibile scimmione che in un paio di occasioni diventa controvoglia il padre adottivo di Bugs Bunny dopo che sua moglie ha insistito per tenerlo. Sia lui che la consorte fanno delle brevi apparizioni nel film Space Jam.

### Buddy
Buddy fu il primo personaggio creato da Leon Schlesinger e apparse per la prima volta nel 1933, per poi venir portato avanti dalla MGM.

### Cappuccetto Rosso
Cappuccetto Rosso (Little Red Riding Hood) è una ragazzina impertinente e antipatica che porta gli occhiali, parodia dell'omonimo personaggio.

### Cecil Tartaruga
Cecil Tartaruga (Cecil Turtle) è una testuggine piuttosto lenta e apparentemente dall'aria non troppo sveglia, ma dall'indole subdola e scorretta. Nemico di Bugs Bunny, è uno dei pochi avversari verso cui il coniglio non è mai riuscito ad averla vinta, perdendo sempre contro di lui nelle loro gare di corsa che si rifanno alla favola La lepre e la tartaruga.

### Charlie il Cane
Charlie il Cane (Charlie Dog) è un bassotto di colore marrone che compare in alcuni episodi con l'intento di trovare un padrone che lo adotti.

### Clyde Bunny
Clyde Bunny è il nipote di Bugs Bunny che appare nei cortometraggi Racconti fantastici e La nascita degli Stati Uniti, in cui va a trovare lo zio. Compare anche negli speciali Bugs Bunny: Le pazze storie di Natale e Bugs Bunny e gli eroi americani, nel webtoon Bunk Bedlam e in un episodio di New Looney Tunes.

### Cool Cat
Cool Cat è una simpatica tigre maschio del Bengala che indossa un toupè e una cravatta verdi che appare come protagonista in alcuni cortometraggi, perlopiù come avversario del Colonello Rimfire che vorrebbe a tutti i costi catturarlo.

### Colonello Rimfire
Colonello Rimfire è l'accerrimo nemico di Cool Cat, un cacciatore determinato a catturare a tutti costi quest'ultimo senza mai riuscirci.

### Colonnello Shuffle
Colonnello Shuffle (Colonel Shuffle) è un omino dalla barba e dai baffi bianchi che vive nel sud degli Stati Uniti, dimostra di essere molto legato alle origini del suo paese. Compare nei cortometraggi Viaggiando sul Mississippi e Un cane opportunista.

### Conte Succhiasangue
Conte Succhiasangue (Count Bloodcount) è un infido ma sfortunato vampiro assetato di sangue che abita in Transilvania, finisce sempre per essere ingannato e umiliato grazie alla formidabile astuzia di Bugs Bunny.

### Donnola Willie
Donnola Willie (Willie Weasel) è una bizzarra faina grigia con due denti sporgenti. Come Henery il Falchetto mira ad acchiappare e mangiare Foghorn Leghorn, il tutto senza successo.

### Dr. Moron
Il Dr. Moron è un nanetto basato sull'attore Boris Karloff, nonché scienziato pazzo dalla testa enorme. Nelle sue apparizioni si presenta come il creatore e padrone del mostro Gossamer. È conosciuto anche come il Dr. Frankenbeans.

### Eggbert
Eggbert (Egghead Jr.) è il figlio della gallina Miss Prissy. È un pulcino giallo che indossa un enorme paio di occhiali e non parla mai, dimostra di essere molto disinteressato alle idee di Foghorn.

### El Toro
El Toro (Toro the Bull) è un enorme e minaccioso toro spagnolo che non esita ad attaccare tutti coloro che si mettono dinanzi a lui. Appare nel cortometraggio Nella plaza de coniglios e nel film Space Jam.

### Ettore
Ettore (Hector) è il forzuto bulldog della Nonna che compare in alcuni cortometraggi dove è sempre pronto a difendere Titti dalle fauci di Silvestro a suon di pugni. Appare anche nella serie I misteri di Silvestro e Titti come uno dei personaggi principali.

### Fratelli Martin
I Fratelli Martin sono due bifolchi gemelli di campagna dalla lunga barba e sempre armati di fucile, parodia degli Hatfield e i McCoy.

### Frisky Puppy
Frisky Puppy è un cucciolo di cane iperattivo e giocoso, fisicamente uguale ad una versione più giovane del bassotto Charlie ma con le orecchie allungate. Compare in alcuni cortometraggi come avversario del Gatto Claude. Una gag ricorrente vede Frisky abbaiare di sorpresa alle spalle di Claude spaventandolo e facendolo saltare in aria ogni volta che il felino cerca di acciuffarlo.

### Gatto Claude
Gatto Claude (Claude Cat) è un micio molto ansioso e paranoico (più precisamente affetto da ipocondria), di colore giallo con l'eccezione del ventre e del muso bianco e della punta della coda e dei capelli rossi. È nemico dei topolini Hubie e Bertie e del cagnolino Frisky Puppy.

### George il Cane
George il Cane o Cane da cortile (George P. Dog o Barnyard Dawg) è il basset hound della fattoria di Foghorn Leghorn nonché arcinemico di quest'ultimo, i due infatti non perdono mai occasione per darsi battaglia. Nelle loro prime battaglie prevaleva sempre Foghorn ma in seguito per non scontentare i fan gli autori decisero di far vincere ogni tanto il cane.

### Giovanni Jones
Giovanni Jones è un cantante lirico italiano molto dotato ma piuttosto suscettibile. Nel cortometraggio in cui appare Bugs gli dà del filo da torcere. Ricompare in The Looney Tunes Show come manager di una copisteria.

### Gossamer
Gossamer è un mostro creato, a seconda del cortometraggio, da Peter Lorre o dal Dr. Moron. Enorme creatura ricoperta interamente da una peluria rossa e dalla personalità aggressiva, indossa due grosse scarpe da ginnastica e si esprime solitamente con grugniti e ruggiti. Nella sua prima apparizione non aveva un nome, mentre nella successiva invece era chiamato Rudolph. Appare inoltre nella serie The Looney Tunes Show, dove viene rappresentato stavolta come un ragazzo timido e innocente dalla voce flebile nonché figlio della Strega Hazel, e nel film Space Jam: New Legends, come uno dei giocatori della Tune Squad.

### Gremlin
Il Gremlin è una piccola e bizzarra creatura che compare nel corto Rosicchio in picchiata, dove si scontra con Bugs Bunny nel tentativo di far sabotare un aereo.

### Henry il Falchetto
Henry il Falchetto (Henery Hawk) è un piccolo ma risoluto falco dal piumaggio marroncino che ambisce a catturare Foghorn Leghorn per divorarlo. Raramente, pur di raggiungere il suo intento, si allea con il cane George.

### Hippety Hopper
Hippety Hopper è un cucciolo di canguro proveniente dall'Australia e dotato di un grande talento per la lotta fisica, indossando anche dei guanti da boxe. È incapace di parlare e ha un carattere allegro, spensierato e noncurante. Viene sempre cacciato da Silvestro insieme a suo figlio Silvestrino. Silvestro, oltre a fallire nel catturarlo ogni volta, crede che sia un topo gigante.

### Hubie e Bertie
Hubie e Bertie sono due dispettosi topolini, nemici del Gatto Claude. Hubie è il capo ed è di colore grigio mentre Bertie invece è meno intelligente dell'amico, ha due grossi incisivi ed è di colore marroncino (sebbene nelle loro apparizioni più recenti capiti diverse volte che i loro colori vengano scambiati).

### Hugo l'Abominevole Uomo delle Nevi
Hugo l'Abominevole Uomo delle Nevi è un gigantesco yeti sempre allegro e amichevole ma estremamente tonto che abita nelle montagne dell'Himalaya. Adora gli animali pelosi e la sua gag li vede sempre coccolare con forti abbracci.

### I Tre Orsi
I Tre Orsi sono una bizzarra e disfunzionale famiglia di orsi antropomorfi composta da padre, madre e figlio, chiara parodia dei tre orsi della fiaba di Riccioli D'oro. Il padre (chiamato Henry) è un nanetto brontolone, nervoso e pasticcione, la madre è gentile, e il figlio (chiamato Junior) è grande e grosso, ma ingenuo e tonto, e viene sempre picchiato dal padre per la sua stupidità.

### I Tre Porcellini e il Lupo Cattivo
I Tre Porcellini e il Lupo Cattivo sono dei personaggi basati sui protagonisti della nota fiaba che in un cortometraggio svolgono anche il ruolo di musicisti jazz.

### Il Torchio
Il Torchio (Crusher) è un lottatore di wrestling molto grosso e forzuto, ma anche irascibile e poco intelligente.

### José e Manuel
José e Manuel sono un duo di corvi dalle origini messicane e che indossano vestiti bianchi e sombreri, nemici di Speedy Gonzales. Pigri e poco intelligenti, anche se José sembra essere leggermente più intelligente di Manuel, spesso cantano ubriachi mentre suonano una chitarra. Sebbene siano raffigurati come corvi il più delle volte, in un cortometraggio erano raffigurati come topi e in un altro come gatti.

### K-9
K-9 è il cane domestico di Marvin il Marziano che appare sempre al fianco di quest'ultimo, ha la pelliccia verde e come il suo padrone indossa un elmetto e delle scarpe da ginnastica per ogni zampa.

### Lola Bunny
È la fidanzata di Bugs Bunny che compare per la prima volta nel film Space Jam e successivamente nel suo sequel Space Jam: New Legends come giocatrice della Tune Squad in entrambe le pellicole. Fa anche una breve apparizione nel film direct-to-video Titti turista tuttofare nel ruolo di giornalista e diventa un personaggio ricorrente in diverse serie animate, tra cui la sitcom The Looney Tunes Show dove ha un'eccentrica e folle personalità.

### Mac e Tosh
Mac e Tosh sono due cani della prateria dalle origini inglesi, molto cortesi e amichevoli tra di loro. In originale sono conosciuti anche come i Goofy Gophers. Sono una parodia degli scoiattoli striati Cip e Ciop della Banda Disney.

### Marc Anthony e Pussyfoot
Marc Anthony (o Marcantonio) e Pussyfoot sono rispettivamente un corpulento bulldog marrone (grigio in un episodio) e un'adorabile gattina bianconera. Marc Anthony è molto affezionato a Pussyfoot ed è sempre pronto a difenderla da ogni pericolo.

### Melissa Duck
Melissa Duck è la fidanzata di Daffy Duck. Appare in diversi cortometraggi, di cui il primo si presume sia Odiose starnazzate, ma solo nel cortometraggio La maschera scarlatta viene chiamata per nome. Qui Daffy Duck deve salvare Lady Melissa, innamorata di lui, dalle perfide mire del Duca (Gatto Silvestro) e del Gran Ciambellano (Porky Pig). La sua versione bambina è un personaggio regolare nella serie Baby Looney Tunes mentre nella serie The Looney Tunes Show viene rimpiazzata dal personaggio di Tina Russo.

### Michigan J. Frog
Michigan J. Frog è una rana dotata di bastone e cappello elegante che adora cantare e ballare, ma lo fa solo quando c'è un'unica persona in sua presenza.

### Miss Prissy
Miss Prissy è una gallina vedova che vive nel pollaio di Foghorn Leghorn, innamorata di quest'ultimo e con il quale cerca di sposarsi a tutti i costi. Miss Prissy ha il piumaggio bianco, una corporatura smilza, le zampe e il becco gialli. Indossa sempre piccoli occhiali da vista con le lenti rotonde e un cappellino femminile a larga tesa di colore azzurro che va allacciato sotto il mento, ha un figlio di nome Eggbert e crede che Foghorn possa essere un ottimo padrino per lui.

### Nasty Canasta
Nasty Canasta è uno spietato e brutale fuorilegge del vecchio West dotato di enorme stazza. Sebbene abbia poche apparizioni ha un ruolo più rilevante nel film Looney Tunes: Back in Action, come uno dei sottoposti di Yosemite Sam.

### Penelope Pussycat
Penelope Pussycat è una sfortunata gatta nera dal ventre e muso bianco, che per un motivo o un altro, finisce per avere la schiena e la coda contornate da una lunga striscia bianca, facendo quindi in modo che la moffetta Pepé Le Pew la scambi per una sua simile e le porga così le sue "avance", mentre lei invece dimostra solitamente di non essere minimamente interessata (soprattutto per via della sua nauseante puzza), sebbene in alcune circostanze anche quest'ultima rivela una certa infatuazione per lui.

### Pete Puma
Pete Puma è un leone di montagna antropomorfo un po' tonto e piuttosto ingenuo, contraddistinto soprattutto da una sua risata bislacca e quasi soffocante. È sempre a caccia di prede, ma finisce per fallire ogni volta.

### Peter Lorre
Peter Lorre è uno scienziato pazzo di bassa statura che si presenta come chiaro omaggio e parodia dell'omonimo attore.

### Petunia Pig
Petunia Pig è la fidanzata di Porky Pig, porta sempre dei codini contornati da due fiocchi rossi.

### Pinguino Playboy
Pinguino Playboy è un piccolo e adorabile cucciolo di pinguino con addosso un cappello a cilindro e una cravatta a farfalla che Bugs salva da un cacciatore eschimese.

### Ralph il Lupo e Sam Canepastore
Ralph il Lupo (Ralph Wolf) è un impacciato canide protagonista di una serie di corti insieme a Sam Canepastore. È fisicamente identico a Willy il Coyote, con l'eccezione del naso che è di colore rosso, e degli occhi che il più delle volte sono di colore bianco. Cerca sempre di catturare le pecore del gregge di Sam, ma senza mai ottenere alcun successo, sia per via della sua incompetenza o per via dello stesso Sam, il quale picchia Ralph ogniqualvolta che lo becca, sebbene questo in realtà sia soltanto il loro lavoro quotidiano.
Sam Canepastore (Sam Sheepdog) è l'antagonista di Ralph durante il loro orario di lavoro. Grosso e forzuto cane da pastore, possiede un lungo ciuffo rosso che gli copre gli occhi, ma nonostante ciò è sempre bene attento al suo gregge, e non esita a picchiare Ralph se quest'ultimo cerca di rubargli le pecore. Al di fuori dell'orario di lavoro dimostra tuttavia di provare anche un sentimento di amicizia nei suoi confronti e la cosa è reciproca.

### Ralph Phillips
Ralph Phillips è un ragazzino delle elementari dotato di fervida immaginazione e che adora fantasticare su tutto ciò che gli sta intorno.

### Rocky e Mugsy
Rocky e Mugsy sono una coppia di gangster, il primo è un nano nonché il leader del duo che escogita i piani mentre il secondo invece è grande, grosso e poco intelligente.

### Sam
Sam è un gatto rosso rivale di Silvestro contraddistinto da un accento napoletano.

### She Devil
She Devil è la fidanzata di Taz che appare nel cortometraggio Il diavolo indemoniato, dove alla fine si sposa con quest'ultimo.

### Silvestrino
Silvestrino (Sylvester Junior) è il figlio di Silvestro, del quale è una versione in miniatura. Spesso cerca di aiutarlo nella caccia come può a catturare Hippety Hopper e, la maggior parte delle volte, si lamenta dell'inettitudine e della goffaggine del padre. Il personaggio esordì nel 1950 nel cortometraggio Pop 'im Pop!, diretto da Robert McKimson e poi apparve in altri dieci corti dello stesso regista.

### Slowpoke Rodríguez
Slowpoke Rodríguez è il cugino di Speedy Gonzales, un topo alto e smilzo che a differenza di quest'ultimo è ritenuto il topo più lento di tutto il Messico.

### Sniffles
Sniffles (o Dudo) è un giovane topino dalla parlantina eccessiva che svolge il ruolo di protagonista in diversi corti, mentre in vari episodi a fumetti è affiancato da Mary Jane, una ragazza umana sua amica che grazie ad una sabbia magica è in grado di rimpicciolirsi fino a raggiungere la sua stazza. Fa anche una breve apparizione nel film Space Jam.

### Spike e Chester
Spike e Chester sono un duo di cani. Spike è il capo ed è un grosso bulldog grigio, severo e prepotente che indossa un maglione rosso e una bombetta, Chester invece è un piccolo terrier giallo e marrone dal comportamento iperattivo che finisce sempre per irritare il suo boss. Nemici di Silvestro, la loro gag consiste in Spike che tenta di malmenare Silvestro per poi incappare in bestie più pericolose che lo strapazzano e quando Chester va a controllare la bestia non c'è più e Silvestro rimane alla sua mercé. Fanno anche delle brevi apparizioni nei film Space Jam e Looney Tunes: Back in Action.

### Strega Hazel
Strega Hazel (Witch Hazel) è una buffa e strampalata megera dalla pelle verde, piena di forcine per capelli. Cerca sempre di cuocere ignare vittime nel suo calderone, soprattutto Bugs Bunny e Daffy Duck. Nella serie The Looney Tunes Show (dove viene ribattezzata Lezah) si presenta invece come un personaggio positivo e madre del mostro Gossamer.

### Yoyo Dodo
Yoyo Dodo è un bizzarro uccello dal carattere svitato e iperattivo che compare assieme a Porky Pig nel cortometraggio Porky in Strambilandia e nel suo remake L'ultimo dei Do-do.